# Agerkohvede
Agerkohvede (Melampyrum arvense), ofte skrevet ager-kohvede, en 15-40 cm høj urt, der i Danmark vokser på åben og tør bund på f.eks. kystskrænter.

## Beskrivelse
Agerkohvede er som de andre kohvede-arter en enårig urt, der som halvsnylter ofte danner forbindelse til andre planters rødder. De røde eller rosa blomster sidder i et tætblomstret og alsidigt aks. Den blomstrer fra juni til august.

## Voksested
Arten er i Danmark sjælden (kun på Øerne) og vokser her på tør og åben bund, der ofte er kalkrig, f.eks. kystskrænter og overdrev.
Den findes f.eks på et dige mellem Kramnitze og Bredfjed på Lolland, og er set på Nekselø.